# Heriades rowlandi
Heriades rowlandi är en biart som först beskrevs av Cockerell 1947.  Heriades rowlandi ingår i släktet väggbin, och familjen buksamlarbin. Inga underarter finns listade i Catalogue of Life.